# André Chauvet
André Chauvet (ur. w 1878, zm. ?) – francuski strzelec, olimpijczyk.
Brał udział w Letnich Igrzyskach Olimpijskich 1924. Zajął 26. miejsce w rundzie pojedynczej do sylwetki jelenia i 22. pozycję w rundzie podwójnej do sylwetki jelenia. 

## Wyniki

### Igrzyska olimpijskie
| Igrzyska   | Konkurencja                          | Wynik   | Miejsce | Źródło |
| ---------- | ------------------------------------ | ------- | ------- | ------ |
| Paryż 1924 | Runda pojedyncza do sylwetki jelenia | 26 pkt. | 26      | [ 1 ]  |
| Paryż 1924 | Runda podwójna do sylwetki jelenia   | 51 pkt. | 22      | [ 2 ]  |